# سنتيمتر ماء
سنتيمتر ماء (اختصارًا cm H2O)، هي وحدة ضغط غير شائعة الاستعمال، يُمكن اشتقاقها من حسابات طاقة الضغط باستعمال علم القياس. يُمكن تعريفها على أنها الضغط الذي يبذله عمود ماء 1 سنتيمتر على ارتفاع عند 4 سْ (درجة الحرارة القصوى) في جاذبيةٍ معيارية، وبالتالي 1 سنتيمتر ماء (4 س°) = 999.9720 كغ/م3 × 9.80665 م/ث2 × 1 سنتيمتر = 98.063754138 باسكال ≈ 98.0638 باسكال، ولكن عادةً تُستخدم كثافة مياه اسمية قصوى تبلغ 1000 كغم/م3، مما يُعطي 98.0665 باسكال.
تستعمل عادةً لقياس الضغط الوريدي المركزي، والضغط داخل القحف عند أخذ عينة من السائل الدماغي الشوكي، بالإضافة إلى تحديد الضغط خلال التهوية الميكانيكية أو في شبكات توزيع المياه. تستعمل هذه الوحدة بشكلٍ شائعٍ في علم النطق، بالإضافة إلى تحديد الضغط الذي تضبط عليه آلية ضغط مجرى التنفس الإيجابي بعد تخطيط النوم.
| 1 سنتيمتر ماء (اعتياديًا)                | = 98.0665 باسكال                                                               |
|                                         | = 0.01 متر ماء (mH2O) أو متر عمود الماء (m.wc) أو متر مقياس مستوى الماء (m wg) |
| = 10 مليمتر ماء (mm wg)                 |                                                                                |
| = 0.980665 بار أو باسكال                |                                                                                |
| ≈ 0.393700787401575 إنش ماء (inH2O)     |                                                                                |
| ≈ 0.000967838 جو                        |                                                                                |
| ≈ 0.735559240069085 تور                 |                                                                                |
| ≈ 0.73555913527668 ميليمتر زئبقي        |                                                                                |
| ≈ 0.0289590210738851 إنش زئبق (inHg)    |                                                                                |
| ≈ 0.0142233433071196 رطل لكل بوصة مربعة |                                                                                |